# Elecciones generales de Birmania de 2020
Las elecciones generales de Birmania de 2020 se celebraron el 8 de noviembre. En todas las circunscripciones, con excepción de los escaños designados por los militares o reservados a ellos, se votó para elegir a los miembros de la cámara alta, Amyotha Hluttaw (la Cámara de las Nacionalidades), y de la cámara baja, Pyithu Hluttaw (la Cámara de Representantes) de la Asamblea de la Unión, así como de las legislaturas estatales y regionales. Los Ministros de Asuntos Étnicos también son elegidos por sus electorados designados el mismo día, aunque sólo determinadas minorías étnicas de determinados estados y regiones tienen derecho a votar por ellos. En las elecciones se disputaron un total de 1.171 escaños nacionales, estatales y regionales, y se celebraron comicios en todos los municipios, incluidas las zonas consideradas zonas de conflicto y las regiones autoadministradas.

## Representantes a la Asamblea
|  | Partido                                             | Votos | %    | Escaños | +/- |
|  | --------------------------------------------------- | ----- | ---- | ------- | --- |
|  | Liga Nacional para la Democracia                    |       | 58,6 | 258     |     |
|  | Partido de la Unión, la Solidaridad y el Desarrollo |       | 5,9  | 26      |     |
|  | Partido Nacional de Arakán                          |       | 0,9  | 4       |     |
|  | Liga de Nacionalidades Shan para la Democracia      |       | 3,0  | 13      |     |
|  | Organización Nacional Pa-O                          |       | 0,7  | 3       |     |
|  | Partido Nacional Ta'Arng                            |       | 0,7  | 3       |     |
|  | Congreso para la Democracia Zomi                    |       | 0,2  | 1       |     |
|  | Partido para el Desarrollo Nacional Lisu            |       |      |         |     |
|  | Partido Democrático del Estado Kachin               |       | 0,2  | 1       |     |
|  | Partido de la Democracia y la Unidad Kokang         |       |      |         |     |
|  | Partido Democrático Wa                              |       | 0,2  | 1       |     |
|  | Independientes                                      |       |      |         |     |
|  | Reservados a las Fuerzas Armadas                    |       |      | 110     |     |
|  | Elección cancelada                                  |       |      | 15      |     |
|  | Total                                               |       | 100  | 440     |     |

### Senado
|  | Partido                                             | Votos | %    | Escaños | +/- |
|  | --------------------------------------------------- | ----- | ---- | ------- | --- |
|  | Liga Nacional para la Democracia                    |       | 61,6 | 138     |     |
|  | Partido de la Unión, la Solidaridad y el Desarrollo |       | 3,1  | 7       |     |
|  | Partido Nacional de Arakán                          |       | 1,8  | 4       |     |
|  | Liga de Nacionalidades Shan para la Democracia      |       | 0,9  | 2       |     |
|  | Congreso para la Democracia Zomi                    |       |      |         |     |
|  | Partido Nacional Ta'Arng                            |       | 0,9  | 2       |     |
|  | Partido Nacional Mon                                |       | 1,3  | 3       |     |
|  | Partido de Unidad Nacional                          |       |      |         |     |
|  | Organización Nacional Pa-O                          |       | 0,4  | 1       |     |
|  | Independientes                                      |       |      |         |     |
|  | Reservados a las Fuerzas Armadas                    |       |      | 56      |     |
|  | Total                                               |       |      | 224     |     |